# Reggenza di Tapin
La reggenza di Tapin (in indonesiano: Kabupaten Tapin) è una reggenza dell'Indonesia, situata nella provincia di Kalimantan Meridionale.